# Список гір Узбекистану

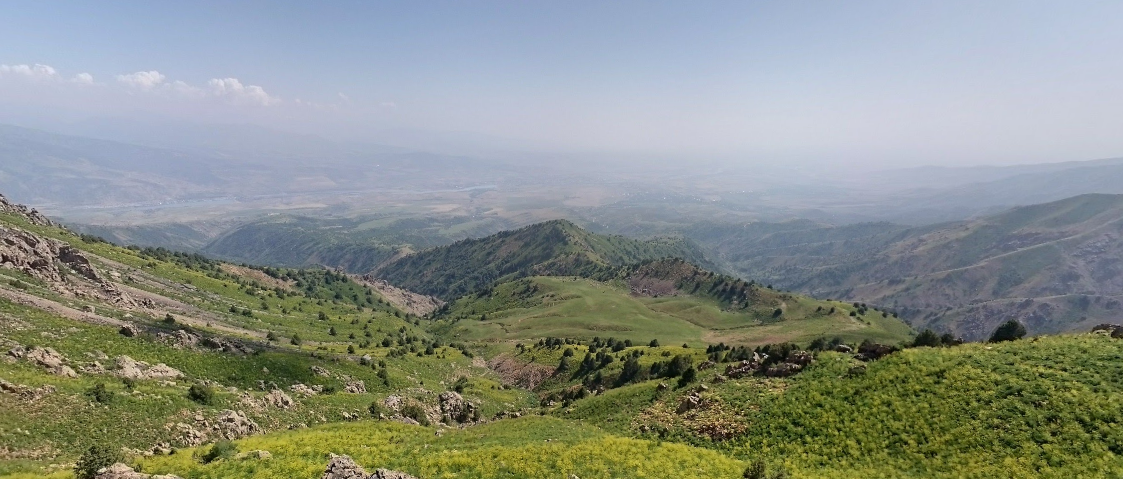
Панорама Гісарського хребта (Паміро-Алай).

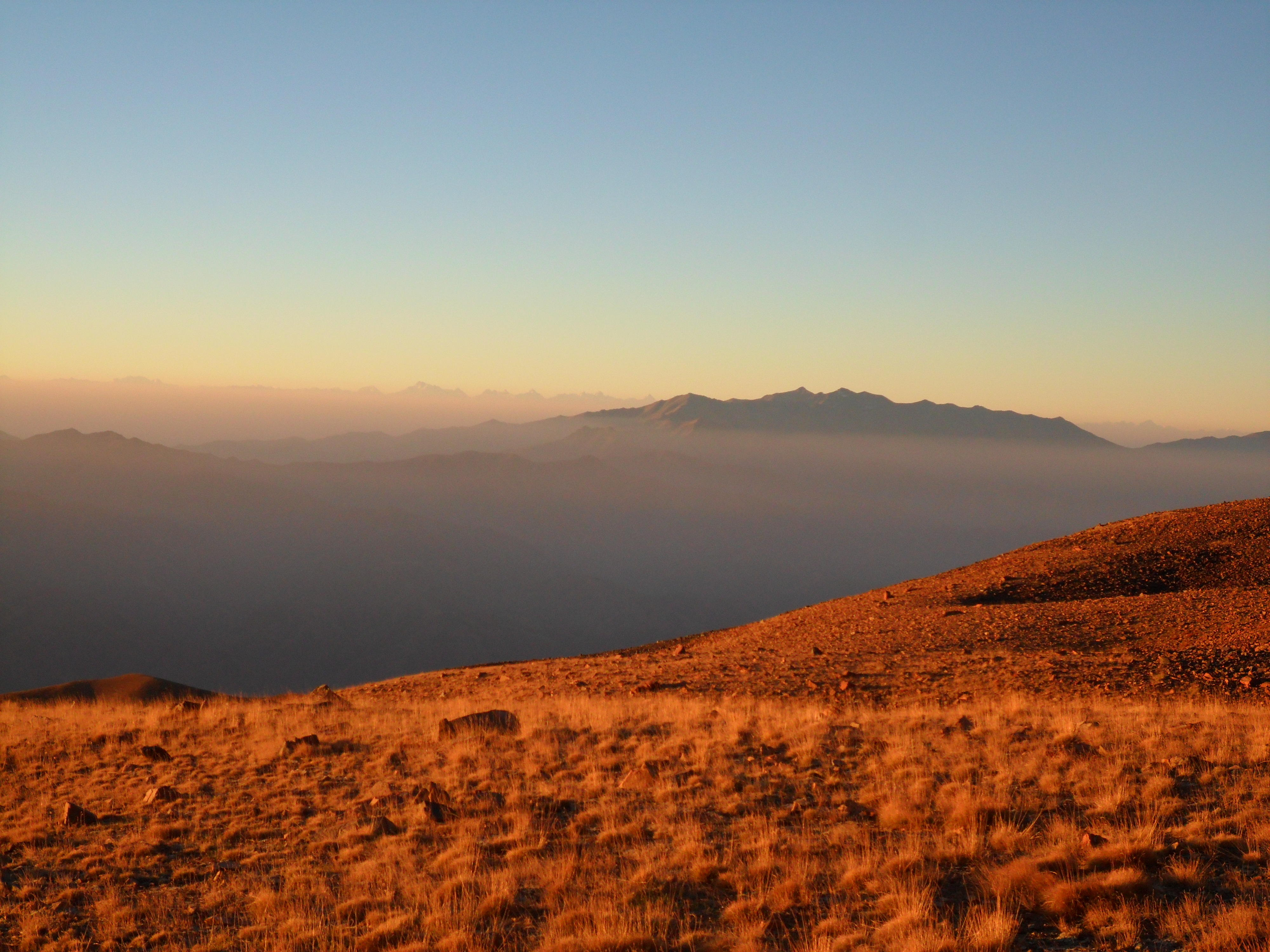
Курамінський хребет (Західний Тянь-Шань).

Спи́сок гір Узбекиста́ну — перелік вершин усіх гірських систем, розташованих у межах Узбекистану. Площа гірських районів країни дорівнює 96 тисяч км², що становить 21,3 % загальної території. У гірських регіонах Узбекистану проживає понад 2 мільйони осіб, що складає близько 7 % населення держави.
З гір Центральної Азії в Узбекистані представлені лише дві гірські системи — Тянь-Шань і Гісаро-Алай. Обидві знаходяться на південному сході країни: Тянь-Шань північніше, а Гісаро-Алай південніше. Найбільшими хребтами Тянь-Шаню є Чаткальський, Курамінський, Пскемський, Угамський, Куржантау, Майдантал, Коксуйський. В Гісаро-Алаї найбільші хребти Туркестанський, Зарафшанський і Гісарський. Крім того, окремі невисокі вершини є в пустелі Кизилкум (гірський масив Тамдитау). Перелічені хребти і гірські масиви продовжуються на території сусідніх держав: Киргизстану, Казахстану, Таджикистану і Туркменістану. По гребеням декотрих з них проведені державні кордони, вершини Айрибаба і Мінгбулак одночасно належать двом країнам.
В Узбекистані розташовані крайні, а тому найнижчі ділянки означених хребтів. З цієї причини узбецькі гори є середньовисотними, більшість їхніх вершин знаходиться в діапазоні 2000—2500 м. Найвища гора Узбекистану — пік Бабайтаг (Бабатаг, 4688 м). 50 % узбецьких гір мають крутизну понад 5°, 30 % — понад 10°, 12 % — понад 20°. Загалом 65 % узбецьких гір мають пологі схили, лише 5,7 % їхньої площі займають льодовики, осипи і стрімкі скелі.

## Гісаро-Алай
| №  | Гора                                | Гірський хребет або масив   | Висота, м     | Фото |
| -- | ----------------------------------- | --------------------------- | ------------- | ---- |
| 1  | Бабайтаг (Бабатаг)                  | Гісарський хребет           | 4688          |      |
| 2  | Хазрет-Султан                       | Гісарський хребет           | 4643          |      |
| 3  | Хазархан                            | Гісарський хребет           | 4496          |      |
| 4  | Ходжипір'ях                         | Гісарський хребет           | 4424          |      |
| 5  | Пік 4424                            | Байсунтау                   | 4424          |      |
| 6  | Пік 4421                            | Туртукуйлик                 | 4421          |      |
| 7  | Харбатаг                            | Гісарський хребет           | 4395          |      |
| 8  | Хаджикаршавар                       | Гісарський хребет           | 4304          |      |
| 9  | Зарран                              | Гісарський хребет           | 4299          |      |
| 10 | Гава                                | Гісарський хребет           | 4145          |      |
| 11 | Пік 3722                            | Сурхантау                   | 3722          |      |
| 12 | Гуралаш                             | Туркестанський хребет       | 3571          |      |
| 13 | Куштанг                             | Байсунтау                   | 3273          |      |
| 14 | Кетманчапти                         | Байсунтау                   | 3168          |      |
| 15 | Айрибаба (пік Великого Туркменбаші) | Кугінтангтау                | 3137 або 3139 |      |
| 16 | Пік 2621                            | Мальгузар                   | 2621          |      |
| 17 | Заркоса                             | Бабатаг                     | 2290          |      |
| 18 | Пік 1216                            | Сарикамиш-Шерабадська гряда | 1216          |      |
| 19 | Пік 1126                            | Келіф-Шерабадська гряда     | 1126          |      |

## Тянь-Шань
| №  | Гора                    | Гірський хребет або масив | Висота, м | Фото |
| -- | ----------------------- | ------------------------- | --------- | ---- |
| 1  | Чаткал                  | Чаткальський хребет       | 4503      |      |
| 2  | Пік Аделунга            | Пскемський хребет         | 4301      |      |
| 3  | Бештор (Бештар)         | Пскемський хребет         | 4299      |      |
| 4  | Актюяульген             | Пскемський хребет         | 4224      |      |
| 5  | Тавалган                | Пскемський хребет         | 3888      |      |
| 6  | Каракуш                 | Чаткальський хребет       | 3864      |      |
| 7  | Пік 3745                | Курамінський хребет       | 3745      |      |
| 8  | Піазак                  | Пскемський хребет         | 3718      |      |
| 9  | Кизилнура               | Чаткальський хребет       | 3533/3267 |      |
| 10 | Акташ                   | Коксуйський хребет        | 3462      |      |
| 11 | Великий Чимган          | Чаткальський хребет       | 3309      |      |
| 12 | Аукашка (пік Охотничий) | Чаткальський хребет       | 3099      |      |
| 13 | Мінгбулак               | Каржантау                 | 2823      |      |
| 14 | Хаятбаши                | Нуратау                   | 2169      |      |
| 15 | Пік 1672,8              | Гобдунтау                 | 1672,8    |      |

## Кизилкум
| № | Гора  | Гірський хребет або масив | Висота, м | Фото |
| - | ----- | ------------------------- | --------- | ---- |
| 1 | Актау | Тамдитау                  | 922       |      |